# Tomosvaryella orthocladia
Tomosvaryella orthocladia är en tvåvingeart som beskrevs av Kuznetzov 1994. Tomosvaryella orthocladia ingår i släktet Tomosvaryella och familjen ögonflugor.
Artens utbredningsområde är Mongoliet. Inga underarter finns listade i Catalogue of Life.